# Olancho FC
Olancho Fútbol Club – honduraski klub piłkarski z siedzibą w mieście Juticalpa, stolicy departamentu Olancho. Występuje w rozgrywkach Liga Nacional. Domowe mecze rozgrywa na obiekcie Estadio Juan Ramón Brevé Vargas.

## Osiągnięcia

### Krajowe
- Liga Nacional

| zwycięstwo (0):     | –        |
| drugie miejsce (1): | 2023 (C) |

## Historia
Klub powstał w styczniu 2016, kiedy Samuel García (przedsiębiorca, pastor i były prezes lokalnej drużyny Juticalpa FC) za sumę 200 tysięcy lempir kupił licencję drugoligowego CD Alianza Becerra i przeniósł jego siedzibę z San Francisco de Becerra do Juticalpy, stolicy departamentu Olancho. Przez pierwsze pół roku zespół występował pod nazwą Alianza Olanchana, by później zmienić nazwę na Olancho FC.
W latach 2016–2022 zespół występował w drugiej lidze honduraskiej. W 2019 roku przegrał decydujący o awansie baraż z Realem Sociedad. W 2022 roku wywalczył natomiast pierwszy awans do najwyższej klasy rozgrywkowej. Już w wiosennym sezonie Clausura 2023 zdobył wicemistrzostwo Hondurasu, a w 2023 roku zakwalifikował się także do międzynarodowych rozgrywek Pucharu Ameryki Centralnej CONCACAF.
Derbowym rywalem Olancho jest Juticalpa FC, a mecze między nimi są określane mianem Clásico Olanchano.